# Kryzové
Kryzové (rusky: Крызы, крызцы) jsou etnikum žijící v současném Ázerbájdžánu. Podle sčítání lidu jich v roce 2009 bylo okolo 4400.
Kryzský jazyk nemá písemnou formu. Kryzové, tak jakoo mnohá malá kavkazská etnika, strácejí postupně svoji národní identitu, tradice a nakonec i svůj jazyk, kterému hrozí zánik vlivem majoritní ázerbájdžánštiny.
Za první písemnou zmínku o Kryzech je možné považovat zápis ruského důstojníka německého původu I. Gerbera, účastníka perského tažení Petra I. v letech 1722-1723.
Hlavním způsobem obživy Kryzů byl chov zvířat (hlavně ovec), dále také zelinářství a zemědělství. Hlavní úlohu při rozhodování sehrávala komunitní rada starších. Zbytky tradičních kmenových zvyků a patriarchální národní kultury přetrvaly až do současnosti. 
Většinové náboženství zde představuje sunnitský islám.